# Soran Singh
Le Dr Sardar Soran Singh, né dans le district de Buner (Khyber Pakhtunkhwa, Pakistan) et mort le 22 avril 2016 dans le district de Buner, est un homme politique pakistanais.

## Biographie
De religion sikhe, il est membre de l'Assemblée provinciale de Khyber Pakhtunkhwa pour le Mouvement du Pakistan pour la justice, élu sur un siège réservé aux minorités religieuses peu après les élections législatives de 2013. Il est ensuite nommé ministre des minorités dans le gouvernement local de Pervez Khattak.
Il a été abattu lors d'une attaque du Tehrik-e-Taliban Pakistan près de son domicile le 22 avril 2016,,,.